# Połyśnica marchwianka
Połyśnica marchwianka (Chamaepsila rosae) – gatunek owada z rodziny połyśnicowatych (Psilidae). Larwy są głównym szkodnikiem w uprawach warzyw, takich jak: marchew, pietruszka, seler, pasternak, a także koper i arcydzięgiel.

## Charakterystyka
Osobniki dorosłe mają 5–8 mm długości i około 13 mm rozpiętości skrzydeł. Są czarne lub ciemnobrązowe, lśniące z żółtą głową i nogami oraz opalizującymi skrzydłami. Zwykle dwa razy do roku składają jaja w pobliżu roślin żywicielskich w szczelinach gleby lub tuż pod powierzchnią. Samice odnajdują rośliny dzięki wyczuwaniu kilku związków lotnych wydzielanych przez liście. Jaja o białej barwie są podłużne i mają około 0,5 mm długości. Wylęgają się z nich beznogie larwy – początkowo białe, później kremowobiałe. Larwy żerują na bocznych korzeniach roślin żywicielskich. Gdy mają około 8 mm długości, opuszczają korzeń i w glebie przechodzą w stadium poczwarki. Poczwarka ukryta w puparium jest żółto-brązowa i ma 4–5 mm długości.

## Znaczenie w ogrodnictwie

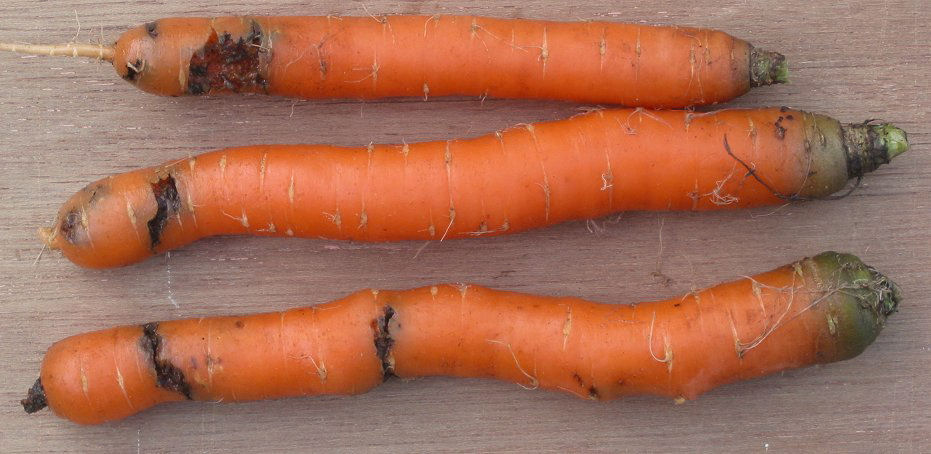
Korzenie marchwi zniszczone przez lawy połyśnicy marchwianki

Połyśnica marchwianka jest głównym szkodnikiem marchwi, niszczy także uprawy: pietruszki, pasternaku i selera. Larwy drążąc tunele uszkadzają korzenie, ułatwiając rozwój patogenów i gnicie. Uszkodzone korzenie spichrzowe nie nadają się do przechowywania. W sezonie wegetacyjnym pojawiają się dwa pokolenia szkodnika. Pierwsze rozwija się od czerwca do lipca, a drugie od sierpnia do października. Zimę owady spędzają jako larwy w korzeniach lub jako poczwarki w glebie.
Poza metabolitami wtórnymi przyciągającymi owady rośliny marchwi wytwarzają także związek będący substancją obronną – frara-2-nonenal. W zależności od wytwarzanych metabolitów wtórnych odmiany marchwi wykazują różną odporność na larwy szkodnika. Naturalnym czynnikiem regulującym liczebność populacji połyśnicy jest też pasożytniczy grzyb Entomophthora muscae. Zainfekowane samice umierają, zanim złożą jaja, albo w przeciwieństwie do zdrowych samic, które składają po kilka jaj w wielu miejscach, umieszczają tylko jedną dużą ich grupę w jednym miejscu.